# Инвенция (изобразительное искусство)
Инве́нция (от лат. inventio — находка, изобретение, выдумка). В искусстве итальянского барокко второй половины XVI—XVII веков инвенцией называли идею, замысел, композицию, а также литературную программу изобразительной композиции, в которой подробно излагается сюжет, приводится иконография персонажей, объясняются атрибуты, аллегории, символы, девизы и эмблемы. Такие программы, ввиду особой сложности тем и сюжетов в искусстве барокко, по поручению заказчиков произведений составляли «инвенторы». Для такой работы требовались специальное образование, эрудиция, знание истории, мифологии и иконографии религиозных сюжетов. Близкое понятие — кончетто. Краткое изложение — абреге́.
В искусстве Франции XVII—XVIII веков инвенторами называли рисовальщиков, создававших проекты, картоны, подготовительные рисунки для гобеленов, фресок, декоративного убранства интерьеров, деталей мебели. Так, например, в 1804—1813 гг. инвентором Императорского стеклянного завода в Санкт-Петербурге был французский архитектор Ж.-Ф. Тома де Томон. Близкое понятие — дессинатор (фр. dessinateur — рисовальщик). Термин «дессинатор» используется и в наше время, но в иных значениях.